# 骨灰
骨灰（こつばい、こっかい）は、動物の骨からにかわ・脂質を除いたあと、高温で焼くことによって作られる、白い粉末状の灰。主成分はリン酸カルシウムである。
用途としては、ベーキングパウダーの原料、人間の食料としての栄養を補助するサプリメント、研磨剤、ボーンチャイナの原料などに使われる。また、成分を調べたい鉱石などを骨灰で作った皿に乗せて高温で熱することにより試金を行うといった用途もある。動物の骨ではなく、化学的に合成されたリン酸カルシウムが骨灰の代わりに使われることもある。